# Полит (сын Приама)
Полит (др.-греч. Πολίτης) — персонаж древнегреческой мифологии. Сын троянского царя Приама и Гекубы. Участвовал в играх в Трое над кенотафом Париса, в состязаниях в беге.
В «Илиаде» убил одного грека. В него стрелял Мерион, но неудачно. Защищал Скейские ворота Трои. Убит Неоптолемом в ночь взятия Трои на глазах у родителей. Отец младшего Приама, спутника Энея.